# استان رجو کالابریا

استان رجو کالابریا (به ایتالیایی: Provincia di Reggio di Calabria) از استان‌های کشور ایتالیا است. استان رجو کالابریا در جنوب این کشور قرار دارد. مرکز این استان شهر رجو کالابریا و زیرمجموعه ناحیه کالابریا می‌باشد. مساحت این استان ۳٬۱۸۳ کیلومتر مربع و جمعیت آن ۵۶۵٬۸۱۹ نفر است.
موزه ملی باستان‌شناسی در رجو کالابریا پربازدیدترین جاذبه گردشگری و ترنج مهم‌ترین محصول کشاورزی این استان هستند.